# 摯恂
摯恂（？年—？年），字季直，京兆人，東漢時期人物。摯峻的第十二代孫。

## 生平
摯恂精通《禮》、《易》，研究五經，博通百家之言。又善長寫文章，詞論清美，隱居於南山，教授儒家學術，名聲在關西相當響亮。馬融曾隨他學習，摯恂因驚詫於馬融的才學，便把女兒嫁給了他。
永和年間時，公卿們以摯恂「行為舉止如同顏回、閔損，學擬董仲舒，文筆與司馬相如相近，和賈誼一樣有才，有治國安邦之才」舉薦他，於是受公車徵召，但遭摯恂推辭，大將軍竇武也曾舉薦摯恂，但也不接受，其清美的聲譽在當時廣為流傳，最後他壽終正寢。